# Jorge de Paiva
Jorge de Paiva (13 maggio 1887 – 12 maggio 1937) è stato uno schermidore portoghese, vincitore di una medaglia di bronzo nella scherma ai giochi olimpici.